# استیون تیلور (بازیکن فوتبال)
استیون وینسنت تیلور (انگلیسی: Steven Vincent Taylor؛ زاده ۲۳ ژانویهٔ ۱۹۸۶) بازیکن فوتبال اهل انگلستان است.